# Girls’ School
Girls’ School ist ein US-amerikanischer Spielfilm aus dem Jahr 1938. Unter der Regie von John Brahm spielen Anne Shirley, Nan Grau und Ralph Bellamy die Hauptrollen. Das Drehbuch basiert auf Tess Slesingers Novelle The Answer in the Magnolias, die 1935 in New York veröffentlicht wurde.

## Handlung
In dem exklusiven Mädchenpensionat Magnolia Hall wird Linda Simpson, ein wohlhabendes und beliebtes Mädchen, von der Stipendiatin Natalie Freeman aus ihrer Klasse dabei beobachtet, wie sie sich nach der Sperrstunde noch aus ihrem Zimmer schleicht und erst im Morgengrauen zurückkehrt. Linda vertraut sich ihrer Mitbewohnerin Betty Fleet an, dass sie sich in den Schriftsteller Edgar verliebt hat und vorhabe, mit ihm durchzubrennen. Durch verschiedene Umstände kommt dies den Lehrerinnen Miss Laurel und Miss Armstrong zu Ohren und Lindas Eltern werden benachrichtigt. Als Natalie erfährt, dass diese getrennt leben, passt sie Lindas Vater am Schuleingang ab und bittet ihn, auf Lindas Mutter zu warten, sodass beide gemeinsam die Schule betreten können. Nachdem die Simpsons eine nicht unerhebliche Summe für eine neue Bibliothek gespendet haben, bittet die Schulleiterin Miss Brewster, die von den Mädchen den Titel „die Herzogin“ erhalten hat, Lindas Eltern, nicht allzu hart mit ihrer Tochter ins Gericht zu gehen. Die Simpsons kommen sogar überein, an Lindas in naher Zukunft anstehender Abschlussfeier gemeinsam teilzunehmen. In der Nacht vor dem Abschlussball erhält Linda einen besonderen Blumenstrauß von Edgar und eine sehr schöne Corsage von ihrem Vater. Ohne Lindas Wissen lässt ihr Vater Natalie ein identisches Kleidungsstück zukommen in der Hoffnung, dass die Mädchen sich anfreunden. Als Linda Natalie, die die Corsage gleich angezogen hat, damit tanzen sieht, beschuldigt sie die Klassenkameradin, ihr diese gestohlen zu haben. Daraufhin verliert Natalie die Beherrschung und versetzt Linda einen Schlag. Als Miss Brewster von ihr verlangt, sich dafür bei Linda zu entschuldigen, läuft sie lieber davon. Heftig schluchzend wird Natalie von George McClellan, einem Jungen aus ihrer Heimatstadt gefunden, der schon lange in sie verliebt ist, und sie bittet, ihn zu heiraten.
In der Zwischenzeit ist Linda klargeworden, dass sie Natalie Unrecht getan hat, denn neben dem Blumenstrauß in ihrem Zimmer findet sie auch die Corsage vor. Linda setzt nun alles daran, ihren Fehler wieder gutzumachen und beide Mädchen beschließen, erst einmal ihren Abschluss an der Schule zu machen und Freundinnen zu werden.

## Produktion und Hintergrund
Die Dreharbeiten für Girls’ School begannen am 5. Juli und endeten am 6. August 1938. Arbeitstitel des Films war The Romantic Age. Laut neuerer Quellen beruhte Tess Slesingers Drehbuch auf Erfahrungen, die sie als Lehrerin an einer Privatschule gemacht hatte. Der Film startete im Jahr 1938 in den US-amerikanischen Kinos.
Anne Shirley war eine sehr erfolgreiche Kinderdarstellerin. Ihren ersten Film drehte sie bereits 1922 im Alter von vier Jahren unter dem Namen Dawn O’Day (Morgenröte, Morgendämmerung). Als sie 1934 die Rolle der Anne Shirley in der Verfilmung des bekannten Jugendbuchs Anne auf Green Gables übernahm, nannte sie sich ab diesem Zeitpunkt Anne Shirley. Beim Dreh von Girls’ School war sie erst 20 Jahre alt, aber bereits verheiratet mit John Payne. Auch Nan Grau, die Darstellerin der Linda Simpson, war gerade mal 20 Jahre alt und heiratete noch während der Produktionszeit den Jockey Jack Westrope. Margaret Tallichet, die Darstellerin der Gwennie, war 24 Jahre alt und verheiratet mit dem Regisseur William Wyler. Noah Beery Jr., der die Rolle des George McClellan innehat, wurde später als Vater des von James Garner gespielten Detektiv Rockford – Anruf genügt auch über die USA hinaus bekannt.

## Kritik
Frank S. Nugent von The New York Times stellt die Frage, ob nette Mädchen tatsächlich die ganze Nacht auf einem Hockeyfeld sitzen, während der Duft von Magnolien sie umweht, und zufrieden sind mit der in der Luft liegenden Poesie? Nugent schlussfolgert, dass das ein schrecklicher Gedanke sei, aber irgendwie auch sympathisch. Der Kritiker lobt, dass im Film schöne Bilder mit viel Zärtlichkeit und Verständnis untergebracht seien und eine lebhafte Truppe von Jugendlichen ergreifend agiere. Brahm und seine Autoren hätten die Szenen gut zusammengestellt und durch die Darstellung solcher Kleinigkeiten wie Vorbereitungen zum Abschlussball, Zuflüstern von Geheimnissen, und flatternden Alumni bei der Ankunft der Männer, sei ein vertrauliches und aufrichtiges Bild einer typischen Mädchenschule entstanden. „So scheine es zumindest einem, dem nie erlaubt war, eine zu besuchen.“ Besondere Erwähnung müsse Anne Shirley in ihrer Überwacherrolle finden, aber auch Nan Grau als Romantikerin auf dem Hockeyfeld sowie Gloria Holden und Cecil Cunningham als Schulleiterinnen.

## Auszeichnungen
Morris Stoloff und Gregory Stone wurden mit einer Oscar-Nominierung für ihre musikalische Partitur ausgezeichnet. Der Oscar ging jedoch an Alfred Newman und den Film Alexander’s Ragtime Band.